# 全球会计联盟
全球会计联盟（The Global Accounting Alliance，GAA），是一家成立于2005年11月的会计组织，是由多国会计师团体组成的联盟组织。该组织的口号是”服务资本市场“（Serve Capital Markets）。该组织的称其建立目的是促进会员之间的信息共享、重要国际项目合作和服务品质提升。全球会计联盟和政策制定机构、基金托管人等机构，以及国际会计师联合会有合作关系。该联盟有11个会计组织会员，会员合计约70万人，分布在全球140多个国家。GAA理事会由每个协会的负责人组成，并选举一人担任主席。理事会每年至少见面3次，并每月开展电话会议。

## 会员名录
- 英格兰及威尔士特许会计师协会（ICAEW）
- 美国注册会计师协会（AICPA）
- 加拿大特许專業会计师协会（CPA Canada）
- 香港会计师公会（HKICPA）
- 澳大利亚特许会计师协会（ICAA）
- 爱尔兰特许会计师协会（ICAI）
- 苏格兰特许会计师协会（ICAS）
- 新西兰特许会计师协会（NZICA）
- 南非特许会计师协会（SAICA）
- 日本公认会计士协会（JICPA）
- 德国公共审计师协会（IDW）